# Susan Love

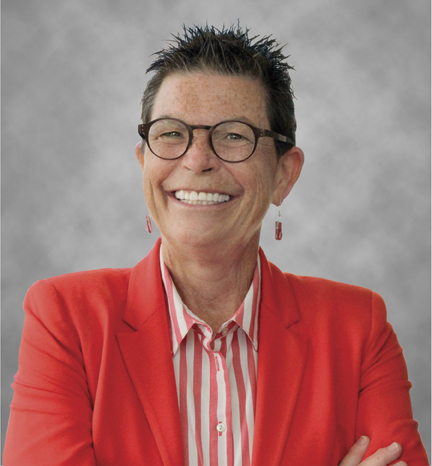
Susan Love (2013)

Susan Margaret Love (* 9. Februar 1948 in Long Branch, New Jersey; † 2. Juli 2023 in Los Angeles, Kalifornien) war eine US-amerikanische Chirurgin, bekannt für öffentliche Brustkrebs-Kampagnen und als Expertin für Frauenmedizin in den USA.

## Leben und Karriere
Love besuchte das College of Notre Dame in Baltimore und war dann zwei Jahre Novizin in einem Kloster in New York City, bevor sie sich entschied, Medizin zu studieren. 1970 machte sie ihren Bachelorabschluss an der Fordham University und erhielt danach ihren Abschluss als Ärztin (M. D.) am SUNY Downstate Medical Center in Brooklyn. Sie beendete ihre Facharztausbildung als Chirurgin 1979 am Beth Israel Hospital in Boston und war danach dort Chirurgin. Ab 1980 war sie Instructor in Chirurgie und von 1987 bis 1992 Assistant Professor in Klinischer Chirurgie an der Harvard Medical School. Daneben war sie ab 1981 im Brust-Zentrum des Dana-Farber Cancer Institute und gründete 1988 ein Brustkrebs-Zentrum in Boston, das Faulkner Breast Center, bei dem ausschließlich Frauen angestellt waren.
1990 erschien die erste Auflage ihres Bestseller-Buchs über die Weibliche Brust. Im selben Jahr gründete sie die National Breast Cancer Coalition (NBCC), deren Direktorin sie war. Sie sammelten 26 Millionen Unterschriften für eine nationale Brustkrebs-Kampagne, die 1993 von Bill Clinton umgesetzt wurde, und erreichten durch Lobby-Arbeit eine verstärkte Forschungsförderung für Brustkrebs in den USA. 1998 bis 2004 war Love im National Cancer Advisory Board des US-Präsidenten.
1992 gründete Love das Revlon/UCLA Breast Center, wo sie bis 1997 blieb. Gleichzeitig wurde sie Adjunct Professor für Chirurgie an der UCLA, später Frauengesundheit. 1995 wurde sie Direktorin des Santa Barbara Breast Cancer Institute, das seinen Namen 2004 in Dr. Susan Love Research Foundation änderte mit Sitz in Pacific Palisades und später Santa Monica. Ihre Arbeit als Chirurgin beendete Susan Love Ende der 1990er Jahre und widmet sich der Prävention und Forschung zum Brustkrebs.
In der Forschung war sie an der Entwicklung einer Früherkennungsmethode für Brustkrebs beteiligt, Ductal Lavage (Wäsche der Milchgänge), bei der die Kanäle des Milchdrüsensystems durchspült werden und die Zellen der Flüssigkeit auf Krebs untersucht werden. 2014 war sie an Forschungen zur Früherkennung (Vorstufen von Brustkrebs, Duktales Carcinoma in situ, DCIS) mit dreidimensionalen Ultraschallverfahren der Milchkanäle beteiligt.
1998 erhielt sie den Walker Prize des Boston Museum of Science, 1999 den Alumni Achievement Award ihrer Alma Mater und 2004 den Lila Wallis Woman’s Health Award der American Medical’s Woman Association.
Sie starb am 2. Juli 2023 im Alter von 75 Jahren in Los Angeles an den Folgen einer Leukämieerkrankung.

## Schriften
- mit Karen Lindsey: Das Brustbuch. Was Frauen wissen wollen. Limes. dtv, München 1996. ISBN 3-8090-3003-1. (englisch: Dr. Susan Love’s Breast Book. Addison-Wesley, 1990, 5. Auflage 2010).
- mit Karen Lindsey: Das Hormonbuch: Was Frauen in den Wechseljahren wissen sollten. Fischer TB, 3. Auflage, 2001, ISBN 3-596-14625-9 (englisches Original Dr. Susan Love’s Hormon Book: making informed choices about menopause. Random House 1997).
- mit Alice Domar, Leigh Ann Hirschman Live a little! Breaking the rules won’t break your health. New York, Crown, 2009.
- mit William Silen, W. Earle Matory Jr. Atlas of techniques in breast surgery. Philadelphia, Lippincott-Raven Publishers 1996.